# Jan Beyzym

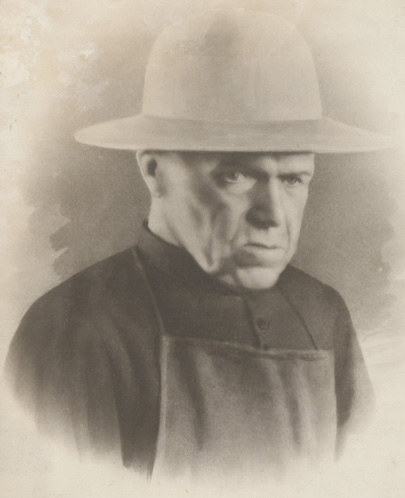
Jan Beyzym

Jan Beyzym  (* 15. Mai 1850 in Beyzymy Wielkie, Wolhynien; † 2. Oktober 1912 in Fianarantsoa auf Madagaskar) war ein polnischer Jesuit, Priester und Missionar.

## Leben
Nach der Gymnasialzeit trat der Sohn polnischer Adeliger das Noviziat am 10. Dezember 1872  bei den Jesuiten in Stara Wieś an. Am 26. Juli 1881 wurde er in Krakau zum Priester geweiht. Bis 1889 arbeitete er als Erzieher und Lehrer an vom Jesuitenorden betriebenen Schulen in Tarnopol und Chyrów. Während dieser Zeit reifte in ihm der aus Glaubensüberzeugung erwachsene Entschluss, sich der Seelsorge an Leprakranken auf Madagaskar zu widmen. Der 48-Jährige Ordensgeistliche nahm in diesem Jahr seine Seelsorge- und Krankenpflegetätigkeit im in der Nähe von Antananarivo gelegenen Leprosorium  auf, wo ca. 150 an der Lepra erkrankte Menschen in völliger Isolation unter menschenunwürdigen Bedingungen ohne  medizinische Versorgung lebten. Beyzym war der erste Missionar auf Madagaskar, der sich um die aus der Gesellschaft ausgestoßenen Kranken kümmerte. Hierbei ließ er sich auch von der Ansteckungsgefahr nicht abschrecken. Die auch als Hansen-Krankheit bezeichnete Lepra war damals nicht behandelbar. Jedoch entdeckte Beyzym, dass die Mortalitätsrate der Kranken durch nachhaltige Verbesserung der Ernährung erheblich verringert werden konnte. Er berichtete seinem Orden über die Verhältnisse in der Leprakolonie und organisierte Spendenaktionen. Durch die damit ermöglichte bessere Nahrungsversorgung sank die Anzahl der Todesfälle deutlich. In der Folgezeit setzte Beyzym sich für die Errichtung eines Krankenhauses für Leprakranke in Marana in der Nähe von Fianarantsoa ein. Die Bauarbeiten hierzu begannen 1903; 1911 konnte das durch Spenden aus Polen, Deutschland und Österreich finanzierte Hospital eingeweiht werden.
Pater Jan Beyzym wurde am 18. August 2002 von Johannes Paul II. als Apostel der Leprakranken auf Madagaskar seliggesprochen.